# Neerlinter
Neerlinter é uma paróquia do município de Linter situado na província de Brabante Flamengo, na Região Flamenga da Bélgica.
Na população destaca a sua igreja de São Foillán-, declarada monumento protegido, várias vezes destruída e reconstruída. Nela destacam as pinturas do teto de madeira da capela privada dos cavaleiros, de cerca de  1500.
Em Neerlinter nasceu fazia 1605 Joos van Craesbeeck, pintor barroco especializado na pintura de género.

## Galeria

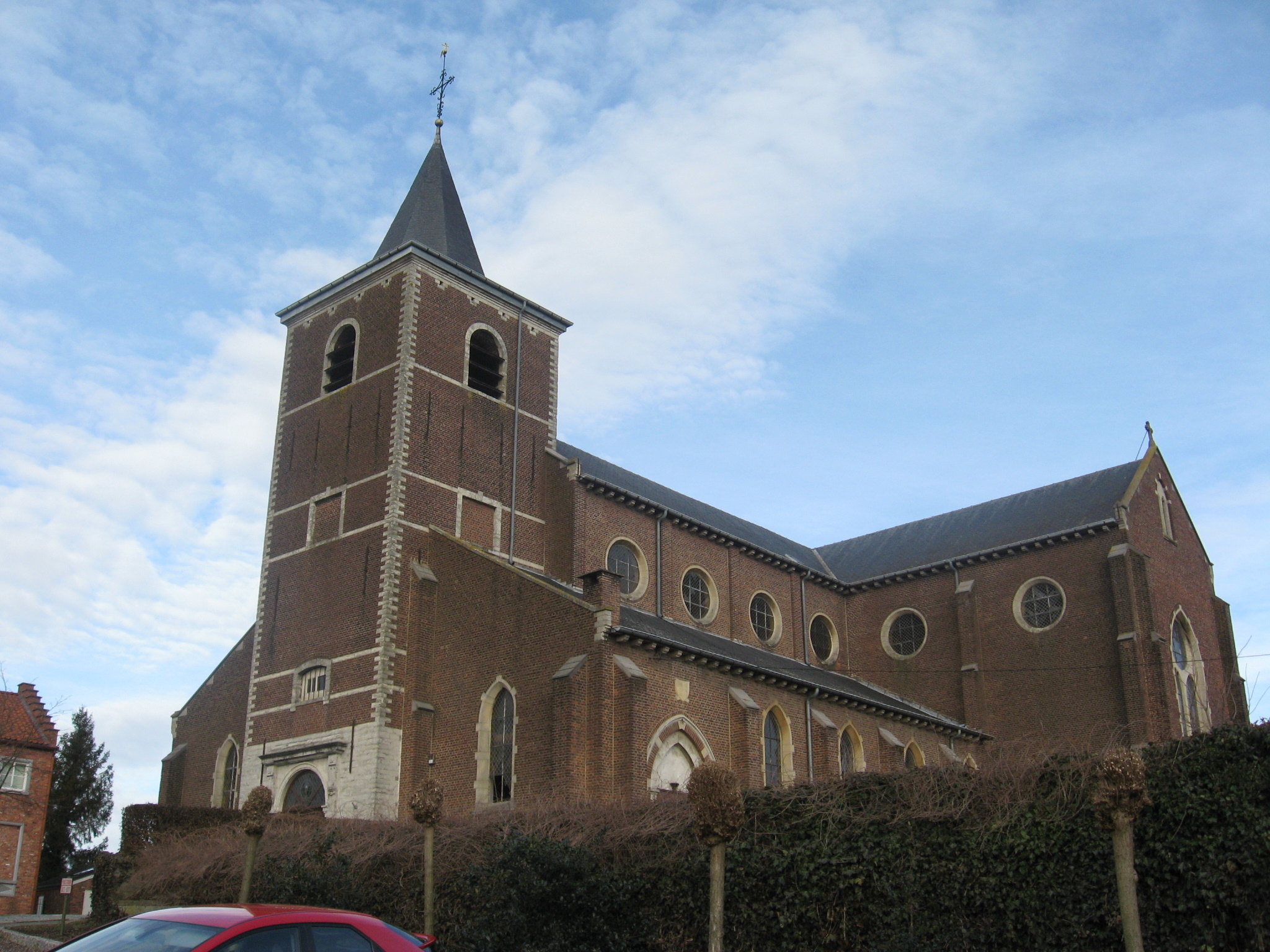
Igreja de San Foillán (Sint-Follianuskerk)
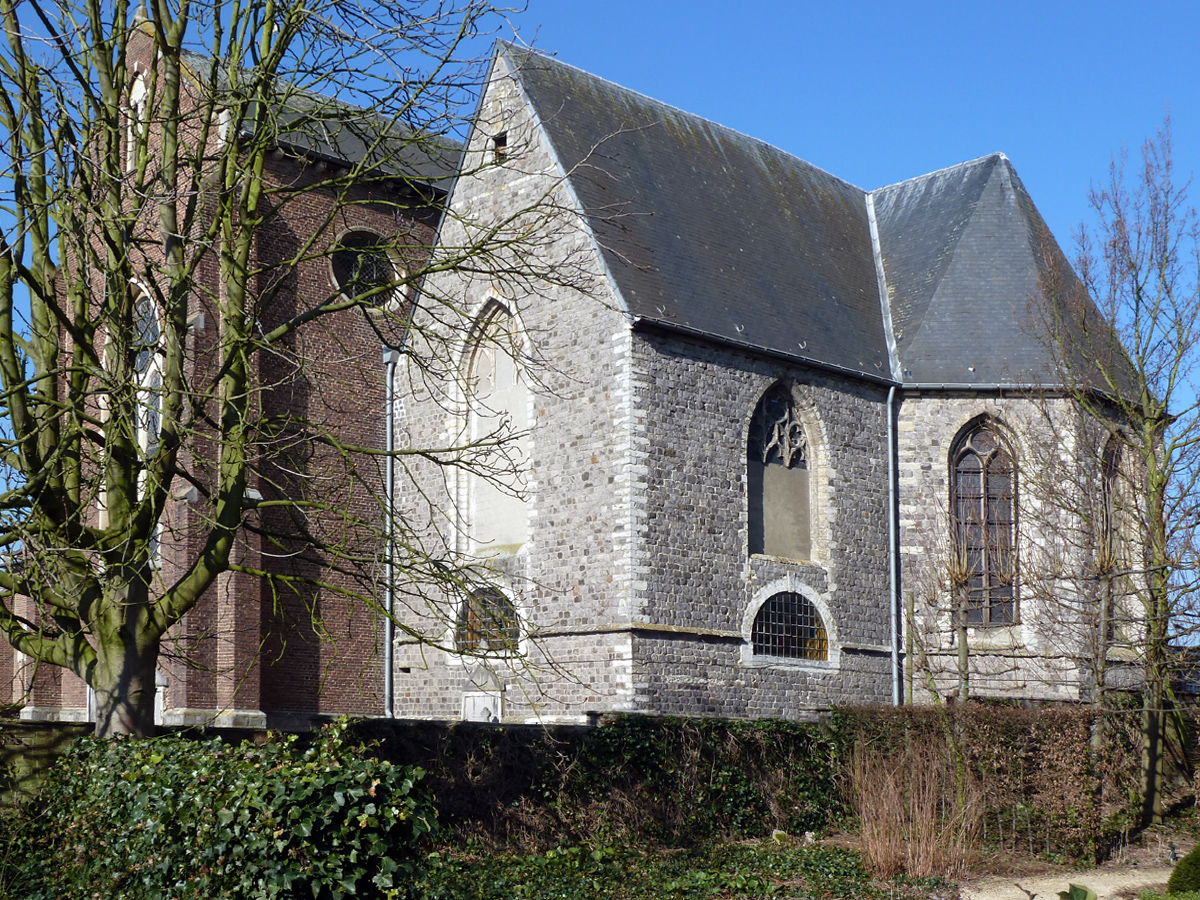
Capilla privada dos senhores de Neerlinter
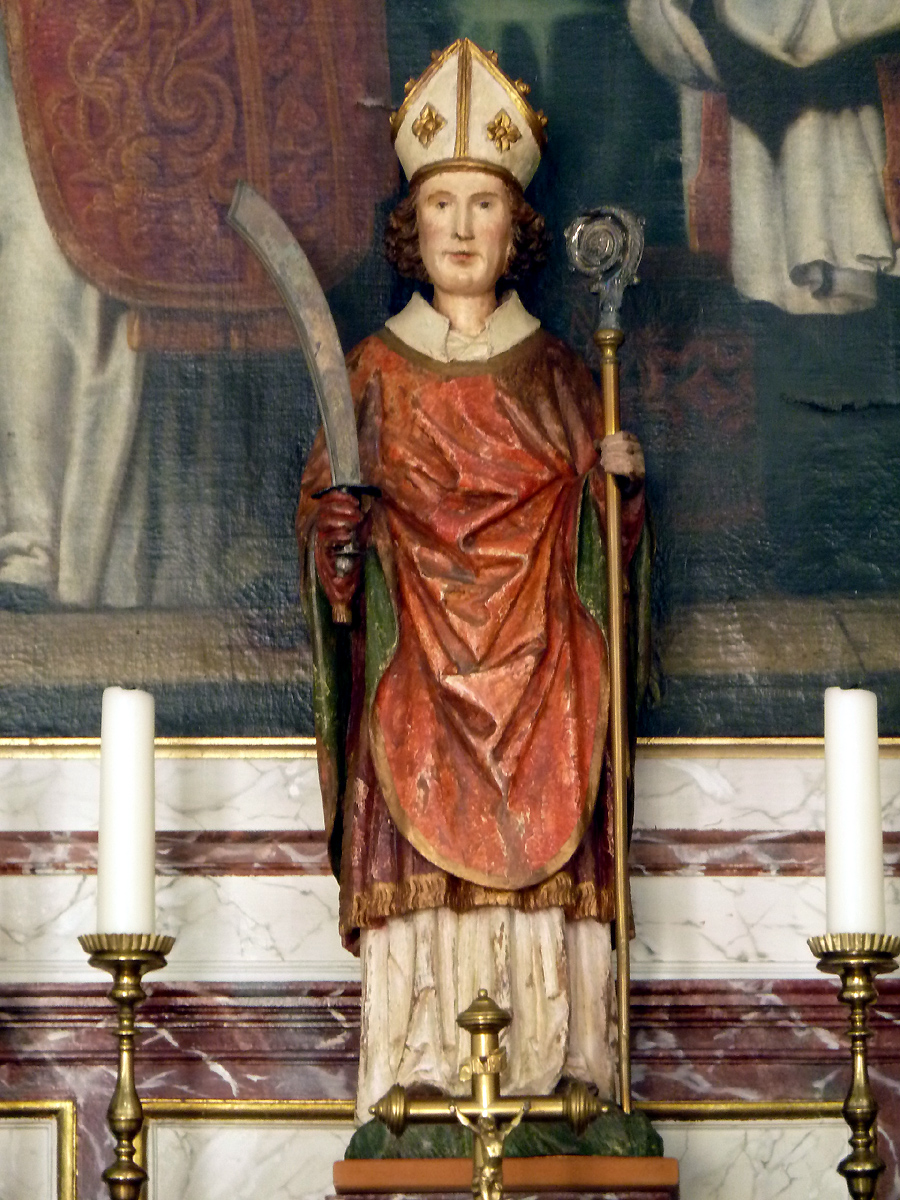
San Froillán
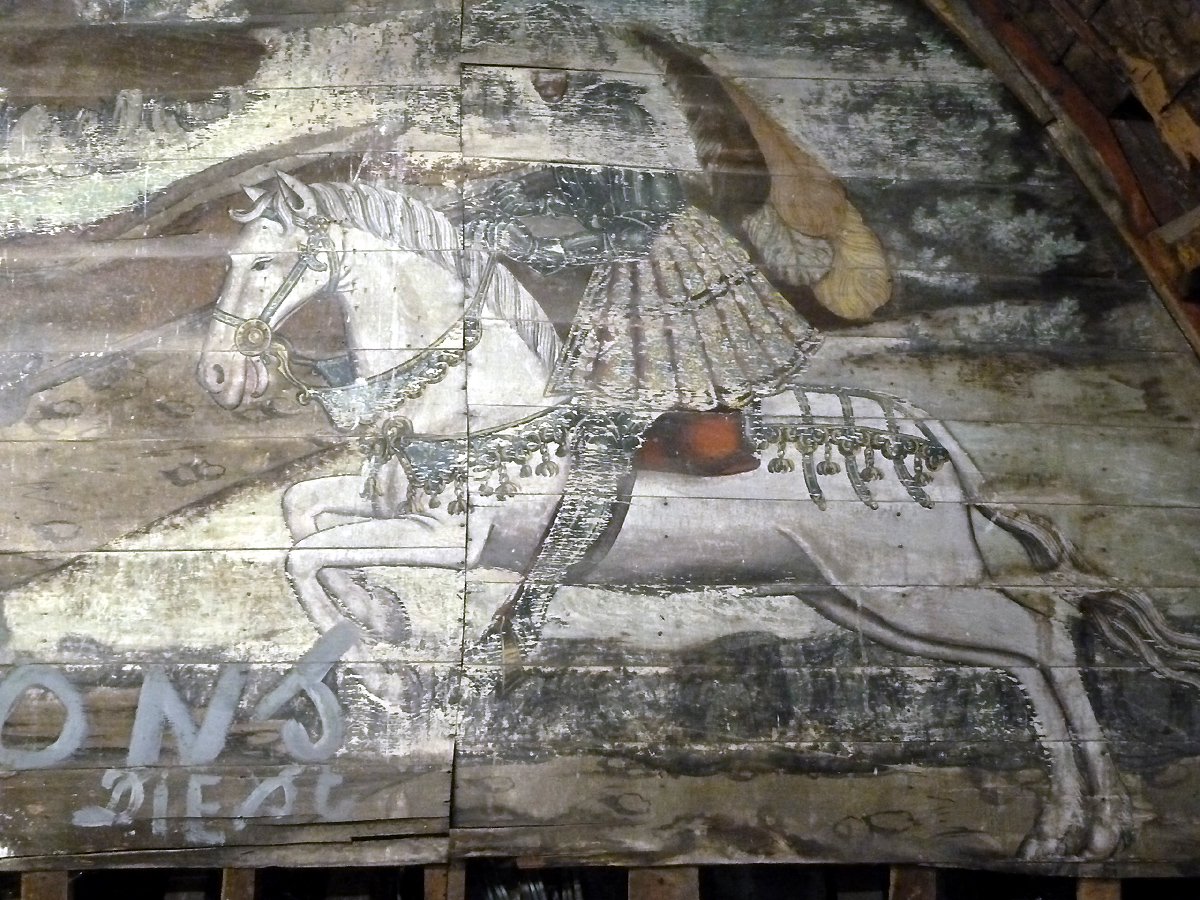
San Jorge, pintura no muro alto da capilla privada.
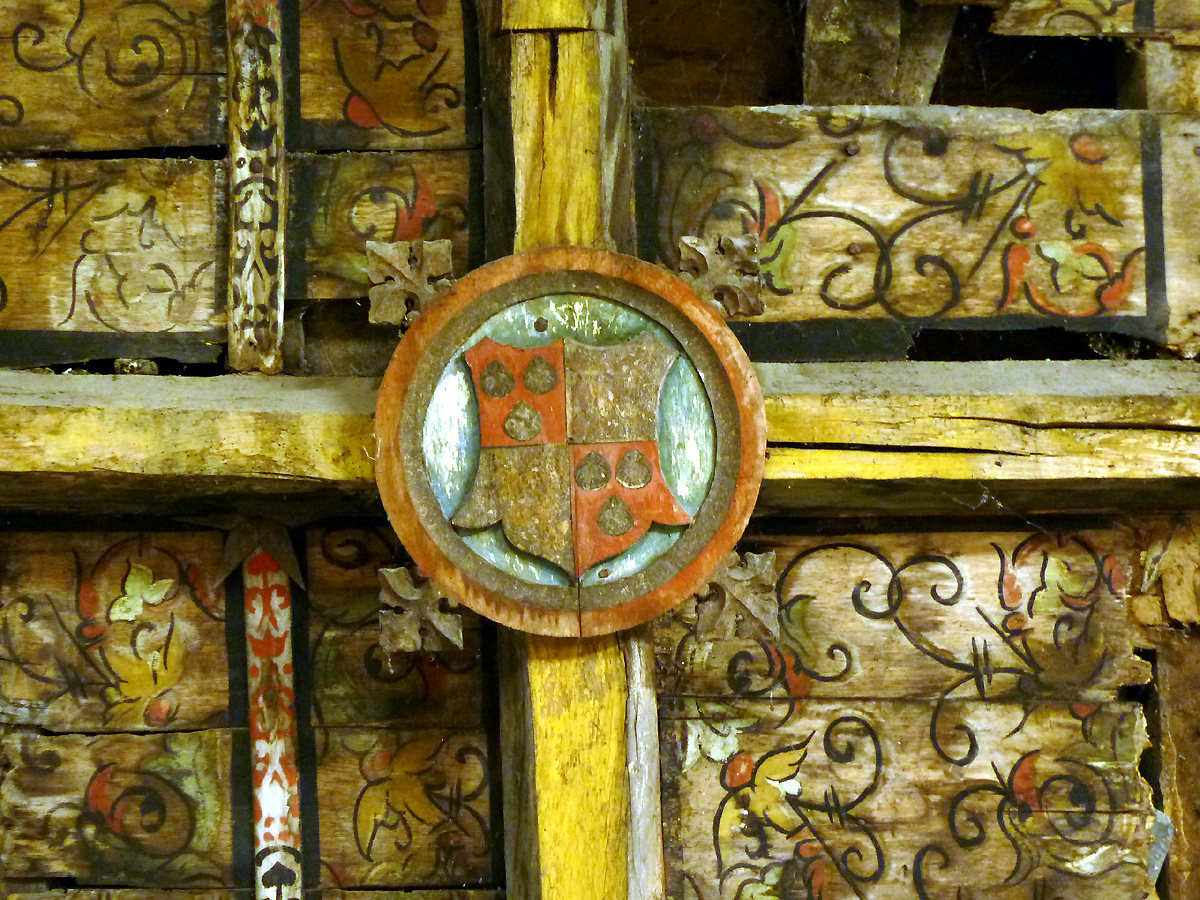
Armas dos senhores de Neerlinter
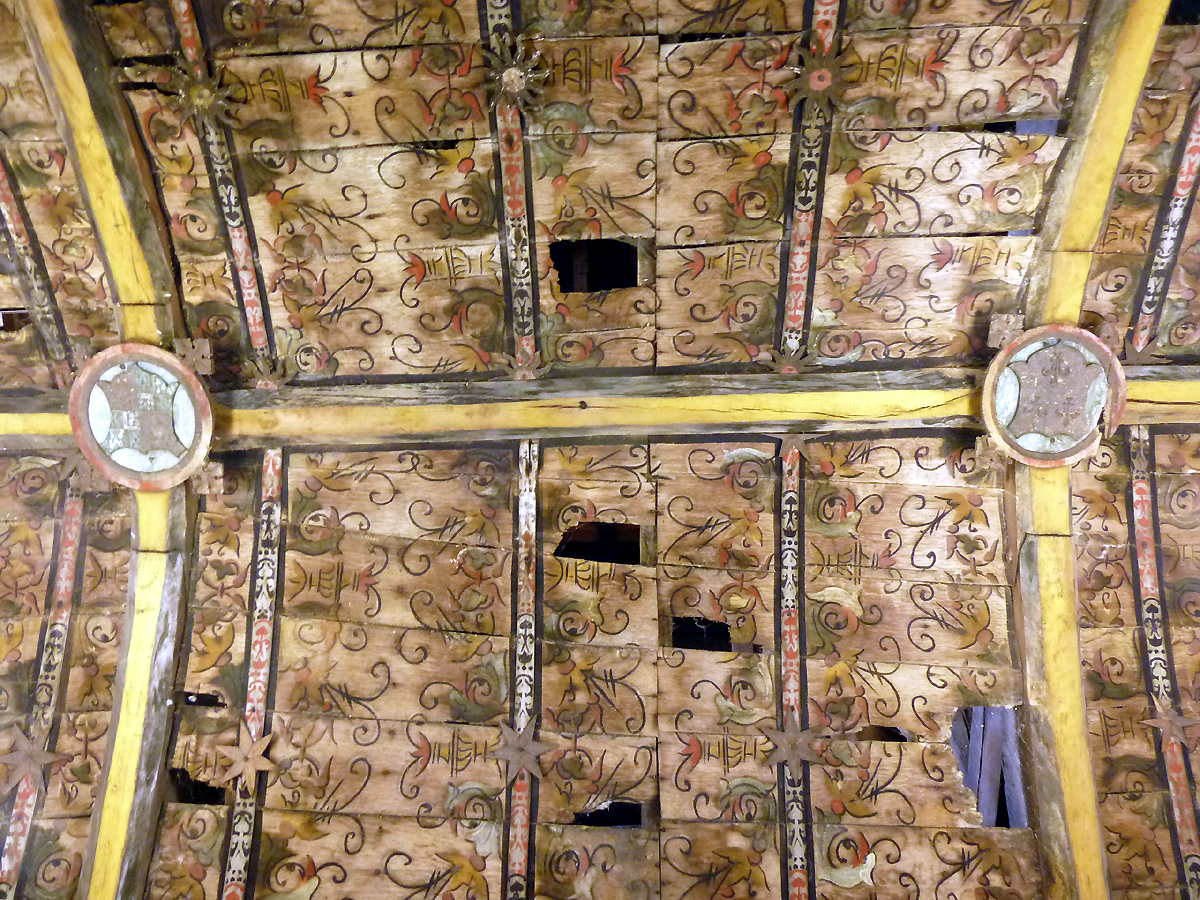
Coberto de madeira da capilla privada.